# Virtuální
Virtuální je třetí česká (pátá celkově) studiová deska zpěvačky Ewy Farné. Album vyšlo v roce 2009, obsahuje 13 skladeb a dva bonusy. Z tohoto alba pocházejí tři singly – Toužím, Ty jsi král, Maska.

## Seznam skladeb
| Pořadí         | Název          | Autor                                                                    | Délka |
| -------------- | -------------- | ------------------------------------------------------------------------ | ----- |
| 1.             | Toužím         | Billy Steinberg, Joshua Berman, Tamar, Ewa Farna                         | 3:33  |
| 2.             | Virtuální      | L. Wronka, Vojtěch Valda                                                 | 3:42  |
| 3.             | Maska          | Sara Paxton, M. Jay, Pedersen, Ewa Farna                                 | 3:23  |
| 4.             | Jen tak        | Wayne Rodrigues, Delisha Thomas, Eric Schermehorn, Petra Glosr-Cvrkalová | 4:12  |
| 5.             | Ty jsi král    | Jeff Franzel, Chani Krich, Eve Nelson, Petra Glosr-Cvrkalová             | 4:17  |
| 6.             | Půlměsíc       | M. Tran, Petra Glosr-Cvrkalová                                           | 4:07  |
| 7.             | Soulad smyslů  | L. Wronka, Ewa Farna                                                     | 3:16  |
| 8.             | Na tom záleží  | L. Wronka, J. Rolincová                                                  | 4:21  |
| 9.             | Obrazová víla  | Tori Green, Michael Jay, Johnny Pedersen, Ewa Farna                      | 3:46  |
| 10.            | Samota anděla  | L. Wronka, V. Valda                                                      | 3:07  |
| 11.            | Břehy ve tmách | L.Wronka, T. Choura                                                      | 4:23  |
| 12.            | Kdo víc dá     | Christoffer Vikberg, Jakob Hazell, Charlie Mason, Petra Glosr-Cvrkalová  | 3:11  |
| 13.            | Déšť           | Ewa Farna, Jan Steinsdörfer                                              | 3:58  |
| Celková délka: | Celková délka: | Celková délka:                                                           | 47:16 |

Bonusy
1. Videoklip k "Toužím"
2. Ewa o písních